# Карлос Карсоліо
Карлос Carsolio (Carlos Carsolio; народився 4 жовтня 1962 в Мехіко (Мексика)) — мексиканський альпініст, підкорив всі 14 восьмитисячники Землі.

## Біографія
У 1996 р. він став четвертою людиною в історії і першим резидентом  Америки, який виграв  Корону Гімалаїв і Каракоруму. Йому було тоді 33 роки, і на здійснення цього досягнення він витратив лише 11 років. Ніхто з попередніх переможців усіх восьмитисячників не змогли зробити цього в такому молодому віці.
Був партнером  Ванди Руткевич під час її останнього сходження в 1992 р. 12 травня він вирушив разом з нею з метою сходження на  Канченджангу. Ближче до вечора він досяг вершини і на зворотному шляху зустрів Руткевич на висоті близько 8300 метрів. Незважаючи на відсутність бівачного обладнання Ванда відмовилася спускатися з ним у табір IV (на висоті 7950 м), але вирішила перечекати ніч і продовжити сходження на наступний день. Це рішення виявилося фатальним.
З 1985 р. Карсоліо займається лекторською діяльністю з альпізму, мотиваційним навчанням та організацію конференцій і семінарів з цього питання. З цією метою він заснував фірму «Carsolio», президентом якої він є і яка на ринку  Латинської Америки є однією з найбільших у галузі. Крім того, він також керує найбільшою школою в регіоні сходження. Карлосом Карсоліо прочитано понад 1000 лекцій в Європі, Азії та Америці, присвячених в основному питанням стратегічного маркетингу в сучасних компаніях.

## Історія здобуття Корони Гімалаїв і Каракоруму
1. 13 липня 1985 — Нанга Парбат з  Єжи Кукучкою, Зигмунтом Анджеєм Гайнріхом і Славоміром Лободзінським.
2. 18 вересня 1987 — Шишабангма, разом з  Вандою Руткевич, Ельзою Авіла, Раміро Наварретом і Річардом Варецьким.
3. 12 жовтня 1988 — Макалу, соло сходження.
4. 13 жовтня 1989 — Еверест.
5. 12 травня 1992 — Канченджанга, соло сходження.
6. 13 червня 1993 р. — K2.
7. 26 квітня 1994 — Чо-Ойю, соло сходження.
8. 13 травня 1994 — Лхоцзе, соло сходження.
9. 9 липня 1994 — Броуд-пік, соло сходження.
10. 29 квітня 1995 — Аннапурна.
11. 15 травня 1995 — Дхаулагірі, соло сходження.
12. 4 липня 1995 — Гашербрум II, соло сходження.
13. 15 липня 1995 — Гашербрум I, разом з Кшиштофом Віліцьким і Яцеком Бербеком.
14. 11 травня 1996 — Манаслу

## Ресурси Інтернету
- Mexicanos — Carlos Carsolio
- www.8000ers.com: Climbers — First 14 [Архівовано 16 лютого 2019 у Wayback Machine.]
- Centro Carsolio de Excelencia Motivacional CCEM [Архівовано 22 липня 2013 у Wayback Machine.]
- https://web.archive.org/web/20080917032319/http://outside.away.com/peaks/viesturs/carsolio.html
- https://web.archive.org/web/20090418050905/http://www.carsolio.com.mx/intro.html
- https://web.archive.org/web/20070813135324/http://outside.away.com/outside/disc/guest/carsolio/profile.html
- https://web.archive.org/web/20080613092854/http://www.vertimania.com.mx/8000s_mexicanos/biografias/carlos_carsolio.htm
- http://www.himalayandatabase.com/downloads/HimalayaByNbrs.pdf [Архівовано 10 вересня 2014 у Wayback Machine.]